# Зарічне (Глибоківський район)
Зарі́чне (каз. Заречное) — село у складі Глибоківського району Східноказахстанської області Казахстану. Входить до складу Веселовського сільського округу.
Населення — 261 особа (2021; 310 у 2009, 304 у 1999, 296 у 1989).
Національний склад станом на 1989 рік:
- німці — 68 %